# 가곽

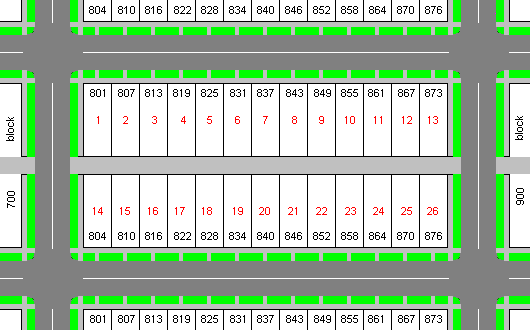
직사각형 가곽을 위에서 내려다본 예시. 가곽이 다시 26개의 대지로 나뉘고 각 대지에 번호를 매겼다. 거리는 암회색, 보도는 연회색으로 표시했다. 녹색은 가로수를 의미한다.

가곽(街廓, block)은 도시 설계 및 도시 계획을 함에 있어 나타나는 요소이다.
가곽은 길거리에 둘러싸인 가장 작은 공간단위이다. 가곽은 도시의 건물이 지어질 공간이 되며 도시구조의 기본 단위가 된다. 가곽은 다시 여러 개의 대지로 나뉠 수 있으며 대개 대지는 사적 소유의 대상이 된다.

## 같이 보기
- 도시설계
- 도시 계획